# Марк Плавций Силван Елиан
Марк Плавций Силван Елиан (на латински: Marcus Plautius Silvanus Aelianus) произлиза от клон Ламия (Lamiae) на фамилията Елии, които са знатна и богата фамилия на конници и по времето на Август са приети в патрициианското съсловие. Дядо му Луций Емилий Ламия e претор през 42 пр.н.е.
Марк Плавций Силван Елиан е син на Луций Елий Ламия (консул 3 г., † 33, Рим), който е приятел с поета Хораций. Брат е на Луций Елий Ламия Плавций Елиан (консул 80 г., съпруг на Домиция Лонгина) и на Тиберий Плавций Силван Елиан (суфектконсул 45 и 74 г.), който е осиновен от Марк Плавций Силван (консул 2 пр.н.е.) и става осиновен брат на Плавция Ургуланила, първата съпруга на император Клавдий.
Марк Плавций Силван Елиан е вероятно осиновен от фамилията Плавции.